# 馬迪 (伊利諾伊州)
馬迪（英語：Muddy）是位於美國伊利諾伊州薩林縣的一個村落。

## 地理
馬迪的座標為37°45′51″N 88°30′52″W / 37.76417°N 88.51444°W，而該地最高點為海拔高度113米（即371英尺）。

## 人口
根據2010年美國人口普查的數據，馬迪的面積為0.78平方千米，當中陸地面積為0.78平方千米，而水域面積為0.00平方千米。當地共有人口68人，而人口密度為每平方千米87人。